# Tysk-österrikiska backhopparveckan 2004/2005
Tysk-österrikiska backhopparveckan 2004/2005 ingick i backhoppningsvärldscupen 2004/2005. Först hoppade man i Oberstdorf den 29 december, den 1 januari hoppade man i Garmisch-Partenkirchen och den 3 januari hoppade man i Innsbruck. Deltävlingen i Bischofshofen genomfördes slutligen den 6 januari.

## Oberstdorf

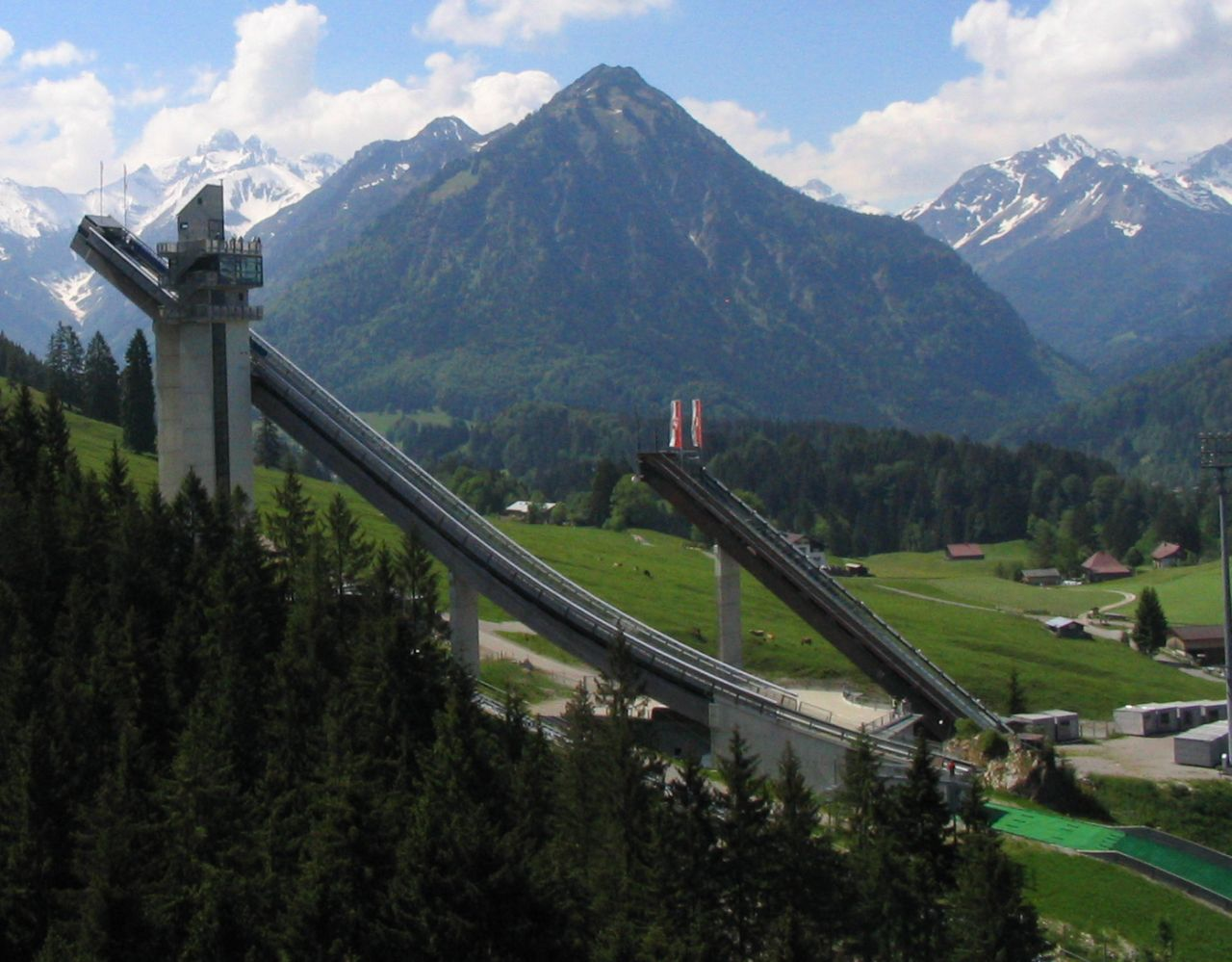
Backen i Oberstdorf

- Datum: 29 december 2004
- Klockslag: 16.30
- Land:  Tyskland
- Backe: Schattenbergschanze

| Placering | Hoppare            | Land      | Poäng |
| --------- | ------------------ | --------- | ----- |
| 1         | Janne Ahonen       | Finland   | 268,4 |
| 2         | Roar Ljøkelsøy     | Norge     | 258,8 |
| 3         | Adam Małysz        | Polen     | 253,8 |
| 4         | Daiki Itō          | Japan     | 247,5 |
| 5         | Martin Höllwarth   | Österrike | 245,7 |
| 6         | Matti Hautamäki    | Finland   | 244,7 |
| 7         | Jernej Damjan      | Slovenien | 243,1 |
| 8         | Michael Uhrmann    | Tyskland  | 242,7 |
| 9         | Jakub Janda        | Tjeckien  | 242,0 |
| 10        | Dmitrij Vasiljev   | Ryssland  | 239,9 |
| 11        | Thomas Morgenstern | Österrike | 238,5 |
| 12        | Risto Jussilainen  | Finland   | 238,1 |
| 13        | Daniel Forfang     | Norge     | 236,8 |
| 13        | Robert Mateja      | Polen     | 235,1 |
| 15        | Noriaki Kasai      | Japan     | 234,2 |

## Garmisch-Partenkirchen

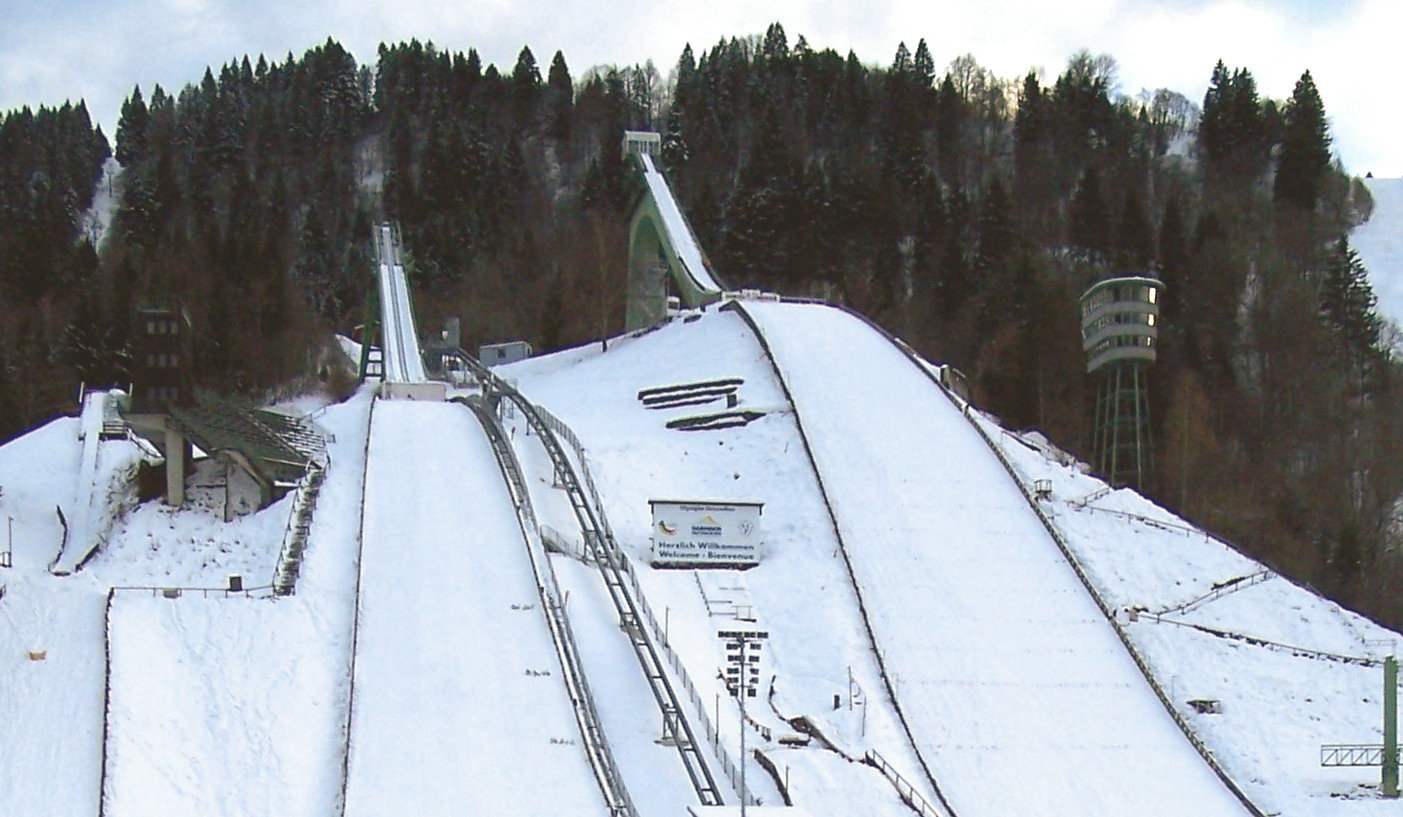
Backen i Garmisch-Partenkirchen

- Datum: 1 januari 2005
- Klockslag: 13.45
- Land:  Tyskland
- Backe: Große Olympiaschanze

| Placering | Hoppare            | Land      | Poäng |
| --------- | ------------------ | --------- | ----- |
| 1         | Janne Ahonen       | Finland   | 260,1 |
| 2         | Thomas Morgenstern | Österrike | 254,1 |
| 3         | Georg Späth        | Tyskland  | 247,2 |
| 4         | Martin Höllwarth   | Österrike | 243,0 |
| 5         | Michael Uhrmann    | Tyskland  | 236,6 |
| 6         | Jakub Janda        | Tjeckien  | 233,1 |
| 7         | Roar Ljøkelsøy     | Norge     | 232,6 |
| 7         | Adam Małysz        | Polen     | 232,6 |
| 9         | Andreas Widhölzl   | Österrike | 229,5 |
| 10        | Daiki Itō          | Japan     | 228,1 |
| 11        | Matti Hautamäki    | Finland   | 228,0 |
| 12        | Robert Mateja      | Polen     | 227,5 |
| 13        | Sigurd Pettersen   | Norge     | 225,3 |
| 14        | Andreas Küttel     | Schweiz   | 224,8 |
| 15        | Noriaki Kasai      | Japan     | 223,0 |

## Innsbruck

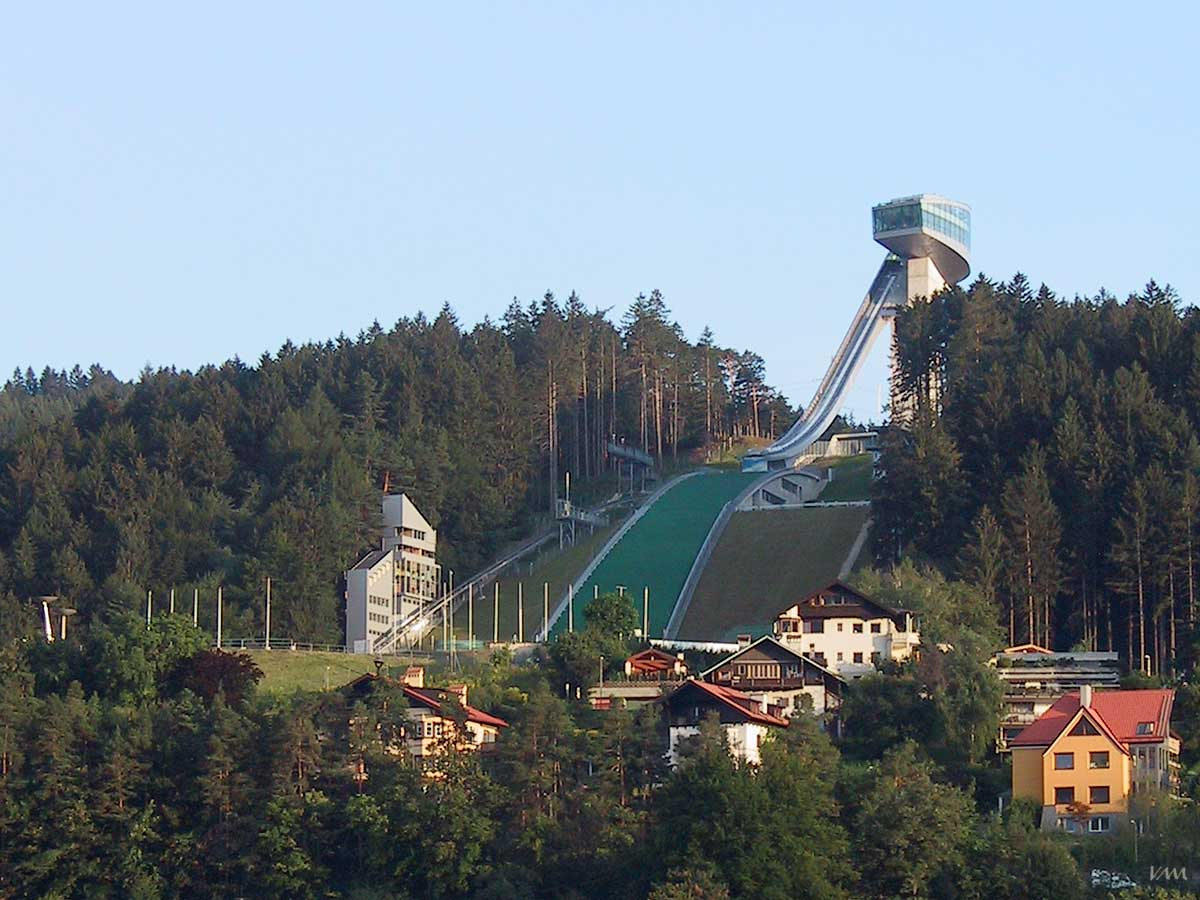
Backen i Innsbruck

- Datum: 3 januari 2005
- Klockslag: 13.45
- Land:  Österrike
- Backe: Bergiselschanze

| Placering | Hoppare            | Land      | Poäng |
| --------- | ------------------ | --------- | ----- |
| 1         | Janne Ahonen       | Finland   | 243,8 |
| 2         | Adam Małysz        | Polen     | 236,8 |
| 3         | Jakub Janda        | Tjeckien  | 232,5 |
| 4         | Thomas Morgenstern | Österrike | 229,0 |
| 5         | Martin Höllwarth   | Österrike | 228,5 |
| 6         | Andreas Widhölzl   | Österrike | 227,3 |
| 7         | Martin Schmitt     | Tyskland  | 223,7 |
| 8         | Michael Uhrmann    | Tyskland  | 220,3 |
| 9         | Akira Higashi      | Japan     | 219,9 |
| 10        | Tommy Ingebrigtsen | Norge     | 218,5 |
| 11        | Daiki Itō          | Japan     | 217,6 |
| 12        | Jernej Damjan      | Slovenien | 216,6 |
| 13        | Roar Ljøkelsøy     | Norge     | 215,6 |
| 14        | Nicolas Dessum     | Frankrike | 215,0 |
| 15        | Andreas Küttel     | Schweiz   | 214,9 |

## Bischofshofen

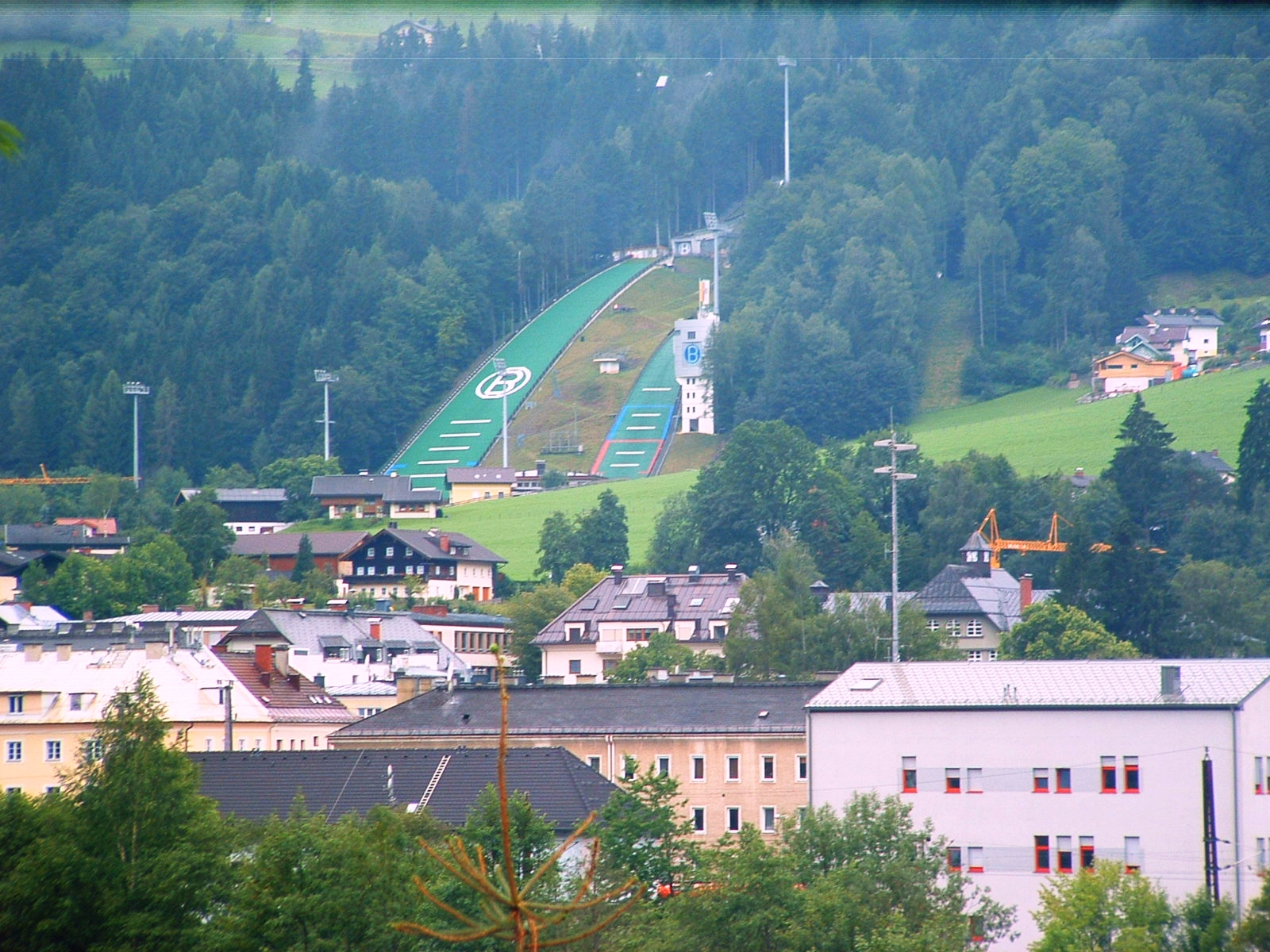
Backen i Bischofshofen

- Datum: 6 januari 2005
- Klockslag: 16.30
- Land:  Österrike
- Backe: Paul-Ausserleitner-Schanze

| Placering | Hoppare            | Land      | Poäng |
| --------- | ------------------ | --------- | ----- |
| 1         | Martin Höllwarth   | Österrike | 277,0 |
| 2         | Janne Ahonen       | Finland   | 271,0 |
| 3         | Daiki Itō          | Japan     | 269,5 |
| 4         | Jakub Janda        | Tjeckien  | 265,2 |
| 5         | Thomas Morgenstern | Österrike | 263,9 |
| 6         | Roar Ljøkelsøy     | Norge     | 262,7 |
| 7         | Adam Małysz        | Polen     | 262,1 |
| 8         | Georg Späth        | Tyskland  | 256,3 |
| 9         | Sigurd Pettersen   | Norge     | 252,1 |
| 10        | Noriaki Kasai      | Japan     | 245,9 |
| 11        | Wolfgang Loitzl    | Österrike | 245,1 |
| 12        | Matti Hautamäki    | Finland   | 242,4 |
| 13        | Michael Uhrmann    | Tyskland  | 239,4 |
| 14        | Dmitrij Vasiljev   | Ryssland  | 227,5 |
| 15        | Daniel Forfang     | Norge     | 227,4 |

## Slutställning
| Placering | Hoppare            | Land      | Poäng  |
| --------- | ------------------ | --------- | ------ |
| 1         | Janne Ahonen       | Finland   | 1043,3 |
| 2         | Martin Höllwarth   | Österrike | 994,2  |
| 3         | Thomas Morgenstern | Österrike | 985,5  |
| 4         | Adam Małysz        | Polen     | 985,3  |
| 5         | Jakub Janda        | Tjeckien  | 972,8  |
| 6         | Roar Ljøkelsøy     | Norge     | 969,7  |
| 7         | Daiki Itō          | Japan     | 962,7  |
| 8         | Michael Uhrmann    | Tyskland  | 939,0  |
| 9         | Georg Späth        | Tyskland  | 928,5  |
| 10        | Matti Hautamäki    | Finland   | 922,2  |
| 11        | Noriaki Kasai      | Japan     | 907,1  |
| 12        | Dmitrij Vasiljev   | Ryssland  | 874,0  |
| 13        | Wolfgang Loitzl    | Österrike | 859,6  |
| 14        | Andreas Küttel     | Schweiz   | 859,2  |
| 15        | Henning Stensrud   | Norge     | 855,5  |